# Человеколось
«Человеколо́сь» (коми-перм. Мортвӧрмӧс, англ. The Mooseman) — приключенческая компьютерная игра, разработанная пермской студией «Мортёшка» и выпущенная в 2017 году. Игра основана на мифологии коми, а также других финно-угорских народов, и является попыткой художественной реконструкции мифологических сюжетов. Сюжет повествует о Человеколосе, одном из семи сыновей бога-творца Ена, который должен отправиться в нижний мир, чтобы достать оттуда Шонди (солнце) и спасти мир от вечного холода. Человеколось способен переключаться между реальным миром и миром духов и использовать это для продвижения по миру.
«Человеколося» хорошо встретила игровая пресса. Игру хвалили за самобытный и атмосферный художественный стиль, звуковое сопровождение, умелое использование народного творчества в сюжете, но ругали за слишком малую продолжительность.

## Игровой процесс

Два скриншота игры из одного и того же момента, показывающие разницу между обычным миром (сверху) и планом миром (снизу). В мире духов на Человеколосе появляется маска лося

Игровой процесс представляет собой перемещение главного героя, шамана-Человеколося, по двухмерному миру, и решение различных головоломок. Человеколось может только перемещаться влево или вправо, и, будучи «знающим» (коми-перм. тӧдысь), способен переключаться между планами мира — реальным и призрачным. Переключение между планами позволяет видеть духов и меняет окружающие объекты: например, то, что в реальном мире кажется обычным валуном, при переключении на призрачный начинает двигаться самостоятельно. Такого рода объекты можно использовать, чтобы организовать себе укрытие от врагов или, например, установить мост через пропасть. В ходе прохождения игры можно собирать артефакты пермского звериного стиля, спрятанные в различных локациях, про каждый из которых в игре можно прочитать краткую справку. Проходя мимо идолов, игрок открывает записи во внутриигровой энциклопедии, которые поясняют происходящее с точки зрения мифологии, эти же идолы служат точками сохранения игры. Нераскрытые мифы в энциклопедии записаны на анбуре — древнем пермяцком алфавите.
В игре также присутствуют и противники, от которых надо обороняться или сбегать — злые духи, а также мертвецы, увязшие в реке Сир-Ю, отделяющей мир мёртвых. Кроме того, в игре есть и боссы — различные божества коми-пермяцкой мифологии, однако столкновения с ними тоже представляют собой, по сути, решение головоломок. На определённом этапе игры Человеколось может получить способность зажигать свой посох с помощью Шонди, чтобы защищаться от злых духов, а также на одной из локаций ему придётся стрелять из лука.

## Сюжет
История в игре подаётся без прямых диалогов между персонажами, как собственно через визуальную составляющую, так и через данные из внутриигровой энциклопедии, которую игрок пополняет, проходя мимо идолов. В начале прохождения игроку не дают никакой информации, но в конце игры информация из энциклопедии складывается в единую картину, понятную для игрока. Ролики в игре озвучены на коми-пермяцком языке.
Бог-лось Ен, демиург, вылупился из яйца, снесённого уткой, плывущей по безбрежному океану. Из скорлупы этого яйца был создан Средний мир (мир людей и духов), когда Ен увидел себя в отражении, из двух лосиных голов был создан Верхний мир (обитель богов и душ), а когда Ен родился, в глубинах океана образовался Нижний мир — место, где живут проклятые. Из остатков скорлупы Ен сотворил целый сонм божеств и духов, которых впоследствии и встретит игрок. Однажды Ен решил найти себе жену, и обнаружил на Земле трёх сестёр, простых смертных. Чтобы их испытать, Ен дал им свою лосиную шкуру. Старшая и средняя сёстры пытались соскоблить со шкуры лосиный жир, чтобы съесть, но младшая постаралась позаботиться о ней, и она оказалась достойной. В конце концов, младшая сестра стала Ену женой и родила ему семерых сыновей — полубогов-человеколосей. У отца сыновья научились общаться с духами, а у матери — людским чувствам и тревогам. Впоследствии Ену надоело жить в землянке, и он забрал сыновей и ушёл от жены навсегда, на охоту за стремительным шестиногим лосем.
Шестиногий лось носил на рогах Шонди (вечное пламя) из нижнего мира в верхний. Ен долго преследовал лося по тайге, и однажды всё же убил его, а его шкуру прибил к звёздам. Но когда Ен убил лося, Шонди упало в нижний мир, и его свет и тепло перестали достигать других миров, там же оно остаётся и до сих пор. Мир мог погибнуть от вечного холода без тепла Шонди. Чтобы предотвратить гибель мира, Ен поручил каждому из семерых своих сыновей ежедневно спускаться в Нижний мир, чтобы поднять огонь от Шонди в верхний, откуда он способен осветить и согреть все миры.
После этого и начинается действие игры. Человеколось, за которого играет игрок, спускается в Нижний мир, вход в который охраняет медведь Ош, минуя реку Сир-Ю, полную злобных мертвецов, а охраняет Шонди паук Черань, проводник душ. Добыв частицу Шонди, Человеколось поднимается по паутине Черани в Средний мир вместе с неисчислимыми ортами, душами умерших людей, которые должны обойти все три мира и найти свой покой в Верхнем. Впоследствии он вынужден пройти через подводное царство водяного Вакуля, похожего на гигантскую щуку, а потом, поднявшись в Средний мир, задобрить лешего-Ворсу жертвой в виде кроликов, чтобы тот пропустил дальше. Затем Человеколось проходит через город коми Кудымкар, где в одном из домов завелась злобная ведьма Йома. Добравшись до птицы по имени Карс, Человеколось садится на него верхом и взмывает в небо, к Высшему миру, но путь ему преграждает Войпель, бог северного ветра. В конце концов, Человеколосю удаётся добраться до Верхнего мира и осветить мир огнём Шонди, продолжив вечный цикл.

## История разработки и выхода

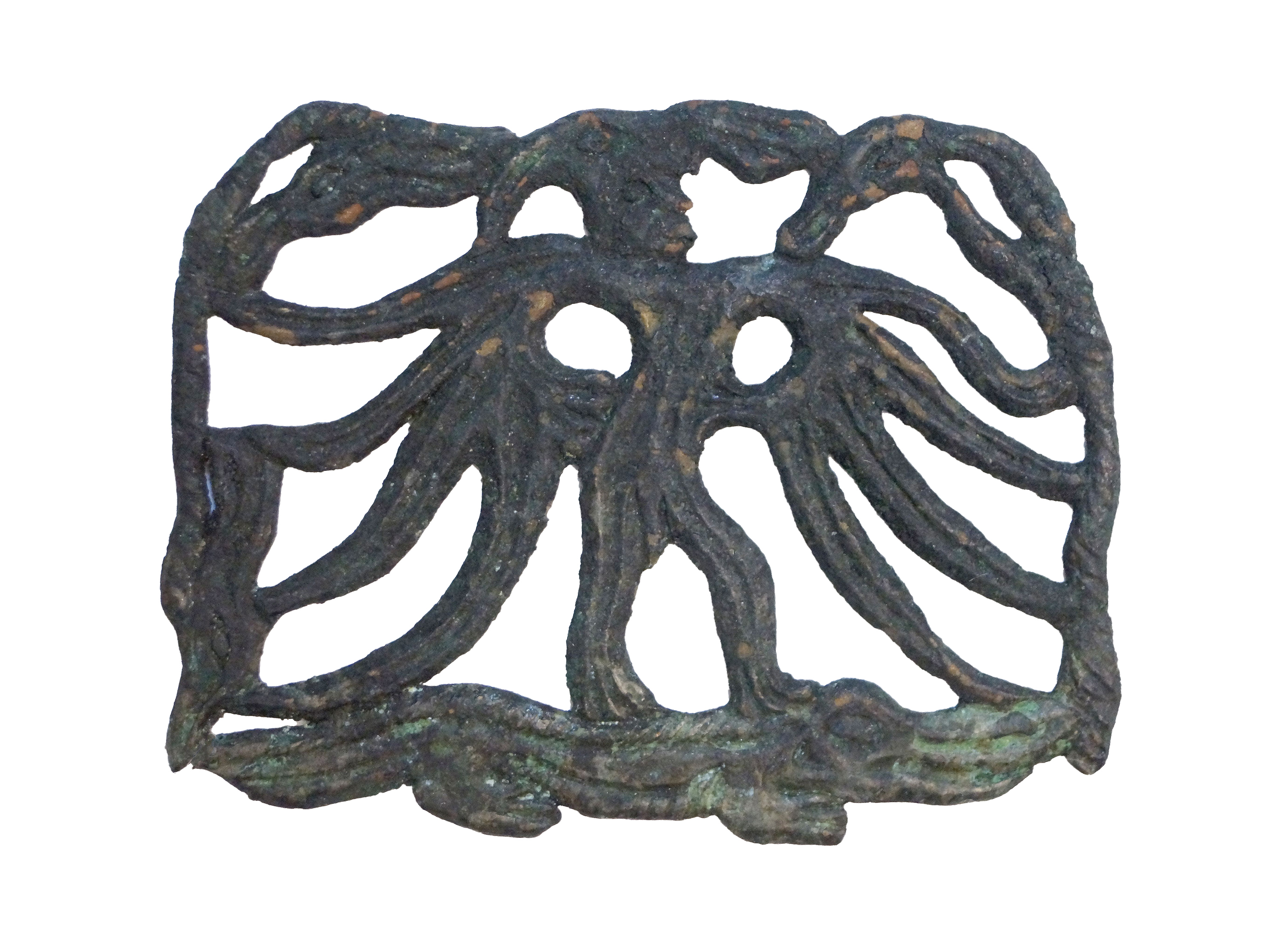
Артефакт с изображением человека с головой лося, стоящего на ящере. Многие из таких артефактов пермского звериного стиля, представленные в Пермском краеведческом музее, появляются в игре

Разработчик игры — Владимир Белецкий из города Пермь. Разработкой «Человеколося» он занимался в свободное от основной работы время, в то время как на основной он руководил созданием другой игры, Танки X. Создание игры началось в мае 2015 года, когда Владимир Белецкий нарисовал логотип игры в пермском зверином стиле и составил короткий документ с описанием общей концепции. Этот документ Белецкий выслал своему другу Михаилу Швачко, который стал композитором и звуковым дизайнером игры, тогда как Белецкий был художником, сценаристом, геймдизайнером и программистом одновременно. Изначально игра планировалась как бесконечный раннер, на разработку которого должна была уйти одна неделя, но потом Белецкий осознал, что проект перерастает в нечто большее, и команде захотелось сделать игру более глубокомысленной. В качестве ориентира и источника вдохновения выступила игра геймдизайнера Locomalito — L’Abbaye des Morts, другими источниками вдохновения выступили Limbo, The Banner Saga и «Ведьмак 3: Дикая Охота». Несмотря на то, что игру часто сравнивали с Never Alone, Белецкий признался, что не играл в неё до работы над «Человеколосем». Визуальный стиль навеян работами норвежского художника Теодора Киттельсона и аниме-фильмами Хаяо Миядзаки, а персонажей и существ было решено рисовать силуэтами, потому что это было проще и создавало нужную атмосферу. Анимация создавалась с помощью ротоскопирования, поскольку у автора не было опыта в анимации. Для этого ему приходилось ходить по лесу с палкой, а потом, когда он осознал, что снял не весь нужный материал, ходить с ней перед домом.

### Мифология в игре
- Оборин В. А., Чагин Г. Н. Чудские древности Рифея. Пермский звериный стиль. — Пермь: Пермское книжное издательство, 1988. — 184 с.
- Кулябина Н. В. Наследие камской чуди. Пермский звериный стиль. — Пермь: Из собрания Пермского краеведческого музея. Каталог, 2013. — 268 с.
- Чарнолуский В. В. Легенда об олене-человеке. — М.: Наука, 1965. — 140 с. — (Научно-популярная серия АН СССР).
- Лимеров П. Ф. Мифология загробного мира. — Сыктывкар, 1998. — 125 с.
- Домнин А. М. Сказания о Кудым-Оше и Пере-охотнике. — Пермское книжное издательство, 1972. — 72 с.[4]

В вопросах мифологии и материальной культуры авторы консультировались с Пермским краеведческим музеем. В музей разработчики обратились уже после того, как был готов набросок сюжета и список идолов пермского звериного стиля, которые должны были присутствовать в игре. Эдуард Чурилов, заведующий отделом археологии музея, посоветовал разработчикам научную литературу по теме и указал на недостатки в сюжете. После этого Белецкий отказался от использования идолов чердынских богинь в игре, поскольку те не являются объектами пермского звериного стиля и были откуда-то привнесены в эти земли. Разработчики также отказались от дуалистического пантеона, описанного в научной литературе о мифологии коми, и вместо этого реконструировали солярный миф на основе сюжетов, изображённых на идолах, и саамской легенде о Мяндаше. Кроме того, в реконструкции нашлось место и элементам мифологии манси — мифологию саамов и манси использовали, так как стало ясно, что коми-пермяцкого материала не хватает для сюжета. В титрах игры есть перечень научной литературы, использованной при написании сюжета. Чтобы погрузиться в тему, разработчики посетили Чердынь, но, к своему огорчению, обнаружили, что языческая культура безвозвратно утеряна, за исключением коллекции чердынского музея. По словам Белецкого, команда после выпуска игры познакомилась с Лимеровым, автором одной из книг, и тот одобрил их работу.

### Музыка
Швачко писал музыку, основываясь на народных мотивах коми. По словам Белецкого, им помог один парижанин, который увлекался горловым пением — такое пение не свойственно финно-уграм, но оно подошло для озвучки некоторых духов. В игре присутствует хоровая музыка на коми-пермяцком и коми-зырянском языке, исполненная студенческим хором Пермского краевого колледжа искусств и культуры. Одна из песен называется «Асъя кыа» (коми Утренняя заря) и используется в момент перехода между мирами, а вторая — «Ен дзодзогез» (коми-перм. Божьи гуси) — играет во время финальных титров. В начале 2020 года саундтрек к «Человеколосю» вышел на аудиокассетах ограниченным тиражом от лейбла Minimum Records.

### Выход
Продвижение «Человеколося» шло через непрофильную прессу — разработчики высылали пресс-релизы изданиям, которые обычно не пишут про игры, например, в газету «Аргументы и факты» или на канал «Россия 24», а также участвовали в различных конкурсах инди-игр. Игра вышла 17 февраля 2017 года, а её выход был приурочен к дню коми-пермяцкого языка. 17 апреля 2018 года игра портирована на смартфоны, а 18 июля 2018 года игра портирована на игровые приставки Nintendo Switch, Xbox One и PlayStation 4. В конце 2020 года игру выпустили в физическом формате для PlayStation 4 тиражом в 999 экземпляров. Коробочное издание игры подготовила компания Red Art Games. В декабре 2021 года было объявлено, что «Человеколось» станет одной из двух последних игр в истории для PlayStation Vita, имеющих физическое издание. Другой игрой стала A Winter's Daydream.

## Отзывы и критика
| Сводный рейтинг       | Сводный рейтинг                         |
| Агрегатор             | Оценка                                  |
| --------------------- | --------------------------------------- |
| Metacritic            | 79 % (PC) 70 % (Switch) 75 % (Xbox One) |
| Иноязычные издания    |                                         |
| Издание               | Оценка                                  |
| Eurogamer             | 8/10 (Италия)                           |
| Nintendo Life         | 6/10                                    |
| Русскоязычные издания |                                         |
| Издание               | Оценка                                  |
| PlayGround.ru         | 7,5/10                                  |
| Riot Pixels           | 81 %                                    |
| StopGame.ru           | Похвально                               |
| Котонавты             | 9,5/10                                  |

Игра тепло встречена критиками. Отмечали удачный художественный стиль, хорошее использование финно-угорского фольклорного материала, атмосферное музыкальное и звуковое сопровождение, образовательную составляющую в плане мифологии. Неоднозначно была встречена малая продолжительность игры, а также слабая проработка игрового процесса. Очень часто «Человеколося» сравнивали с другими играми, Journey, Limbo и Never Alone.
Riot Pixels оценило приятный глазу визуал и отметило, что эта игра является настоящим произведением искусства, стилизованным под народное творчество, а художественный минимализм стилистики был сравнён рецензентом с Limbo. С Limbo сравнивал игру и Ярослав Гафнер, рецензент StopGame.ru, и, кроме того, отметил сходство игры с Never Alone. В качестве плюсов он выделил информативность игры в плане финно-угорских верований и самобытную графику, в качестве минусов — не плавную анимацию и слишком малую продолжительность. «Котонавты» выразили восхищение интересными композиционными решениями в визуале, несмотря на ограниченность технических средств у разработчиков. Хотя рецензент «Котонавтов» и отмечал внешнее сходство игры с Limbo, игра вызвала у него впечатления, напомнившие ему Journey. «Это очень маленькая игра, но впечатления оставляет незабываемые. А уж если после неё проснётся интерес к мифам коми, значит, свою задачу разработчики даже перевыполнили», — так подытоживает обзор автор. Олег Чимде, обозреватель DTF, вообще охарактеризовал игру как «научное исследование», пусть и выполненное в формате игры, и выразил мнение, что эта игра способна заинтересовать мифологией коми тех, кто в иных обстоятельствах никогда бы ей не заинтересовался. Журнал Darker счёл, что игра похожа на интересную музейную экскурсию, где сухой материал преобразован в «удобоваримую эссенцию, легко усваиваемую даже самыми отбитыми паладинами мыши и клавиатуры». Darker также отметил хорошее погружение в атмосферу игры, особенно выделив звуковое и музыкальное сопровождение, основанное на коми-пермяцких мотивах, но при этом счёл игровой процесс скучным. Несмотря на критику игрового процесса, по мнению рецензента, игра всё-таки способна увлечь и достойна того, чтобы пройти её до конца. Рецензенту портала PlayGround.ru образы в игре напомнили The Banner Saga, а также «Тургор» и «Мор. Утопию». Ему понравился Нижний мир в игре, но остальные два мира, Средний и Высший, ему показались излишне короткими и скомканными. Итог рецензии подведён следующим выражением: «красивый мотив для того, чтобы открыть „Википедию“». «Человеколось» получил освещение и в иностранной игровой прессе. Итальянская версия издания Eurogamer сочла игру настоящим произведением искусства и выразила мнение, что судить об этой игре исключительно по игровому процессу кощунственно. Nintendo Life сравнил прохождение игры с музейной экскурсией, но предупредил, что игра порой может раздражать не очень интуитивно понятным управлением.